# 延吴高速公路
延安安塞经志丹至吴起高速公路，简称延吴高速或延志吴高速，编号为陕高速S16，是陕西省“2367”高速公路网七条横线中“延吴线”（延水关－吴起）的重要一段，也是中国国家高速公路网联络线长延高速（编号：G2211）的延伸段。路线位于陕西北部黄土高原丘陵沟壑区，东起延安市安塞区沿河湾镇，通过沿河湾枢纽立交与包茂高速相接，向西途经招安镇、王窑乡，志丹县杏河镇、保安镇、顺宁镇、纸坊乡、金丁镇，吴起县薛岔乡，止于吴起镇走马台，全长109.846公里。于2008年12月14日开工建设，2013年12月19日建成通车，是陕西省2013年建成通车里程最长的高速公路。延吴高速公路于2020年11月27日通过竣工验收。

## 建设规模
全线采用双向四车道高速公路技术标准，设计速度80公里/小时，路基宽度24.5米。主要工程量：路基土石方1738万立方米，桥梁43604米/201座（其中特大桥10357.97米/8座，大桥30148.91米/135座，中、小桥3097.7米/58座），隧道18701米/10座（其中特长隧道12421米/3座，长隧道3613.5米/2座，中、短隧道2666米/5座），桥隧占路线总长的56.8%。全线设有通道24道，涵洞117道，互通式立交5座，分离式立交2座，服务区1处，停车区2处，养护工区2处，监控分中心、管理所各1处，匝道收费站和超限检测站各4处。概算投资107.85亿元人民币。

### 志丹东隧道
原名“东山隧道”。是一座左右线分离式隧道，左线长4927.5米，右线长4927.5米。设计车速80公里/小时，出口200米为直线段，其余位于半径5000米的曲线上，线路纵坡为0.76%的上坡段。隧道建筑限界净宽10.5米，净高5.2米。内轮廓采用单心圆，半径585厘米，横断面67.37平方米，采用复合式衬砌结构。隧道围岩级别有Ⅳ和Ⅴ级。于2013年12月建成并通车运营。

### 前山隧道
左线全长3220米，右线全长3195米，为土石结合特长隧道，由中交第四公路工程局有限公司、中铁十局集团第二工程有限公司共同承建。于2012年8月28日贯通。

## 收费标准
经陕西省人民政府批准，延吴高速公路设招安（K20+260）、志丹东（K52+185）、志丹（K61+664）、吴起（K110+200）4处匝道收费站。收费标准如下：
| 类别 | 客车规格 | 费率 （元/车·公里） | 志丹东隧道加收标准 （元/车·次） |
| ---- | -------- | ------------------- | ------------------------------- |
| 一型 | ≤7座     | 0.60                | 10                              |
| 二型 | 8－19座  | 1.06                | 20                              |
| 三型 | 20－39座 | 1.36                | 30                              |
| 四型 | ≥40座    | 1.63                | 40                              |

注：吴起至定边高速公路建成通车前，对通行志丹东隧道的各类客车统一按10元/车·次收取车辆通行费。

## 沿线设施列表
| 地区                                                                                         | 里程    | 类型                              | 名称              | 连接             | 说明 |
| -------------------------------------------------------------------------------------------- | ------- | --------------------------------- | ----------------- | ---------------- | ---- |
| 延安市 安塞区                                                                                |         | 枢纽 · 出入口                     | 沿河湾枢纽 沿河湾 | 包茂高速 217县道 |      |
| 延安市 安塞区                                                                                | 20.260  | 出入口                            | 招安              | 217县道          |      |
| 延安市 安塞区                                                                                |         | 停车场 · 加油设施 · 修车站 · 餐厅 | 服务区            | 服务区           |      |
| 延安市 志丹县                                                                                | 38.657  | 出入口                            | 侯市              | 侯阳路 高石路    |      |
| 延安市 志丹县                                                                                |         | 隧道                              | 志丹东隧道        | 志丹东隧道       |      |
| 延安市 志丹县                                                                                | 52.185  | 出入口                            | 志丹东            | 靖志路           |      |
| 延安市 志丹县                                                                                |         | 隧道                              | 前山隧道          | 前山隧道         |      |
| 延安市 志丹县                                                                                | 61.664  | 出入口                            | 志丹              | 341国道          |      |
| 延安市 志丹县                                                                                | 65.635  | 停车场 · 加油设施 · 修车站 · 餐厅 | 志丹服务区        | 志丹服务区       |      |
| 延安市 志丹县                                                                                |         | 隧道                              | 寨子梁隧道        | 寨子梁隧道       |      |
| 延安市 志丹县                                                                                |         | 隧道                              | 大梁峁隧道        | 大梁峁隧道       |      |
| 县界                                                                                         |         | 隧道                              | 营盘峁隧道        | 营盘峁隧道       |      |
| 延安市 吴起县                                                                                |         | 停车场 · 加油设施 · 修车站 · 餐厅 | 服务区            | 服务区           |      |
| 延安市 吴起县                                                                                |         | 枢纽                              |                   | 吴华高速         |      |
| 延安市 吴起县                                                                                |         | 隧道                              | 花盖梁隧道        | 花盖梁隧道       |      |
| 延安市 吴起县                                                                                |         | 隧道                              | 马鞍子隧道        | 马鞍子隧道       |      |
| 延安市 吴起县                                                                                |         | 隧道                              | 中梁隧道          | 中梁隧道         |      |
| 延安市 吴起县                                                                                | 110.200 | 出入口                            | 吴起              | 定吴高速         |      |
| 1.000 英里 = 1.609 千米；1.000 千米 = 0.621 英里 并行路段 • 已关闭／取消 • 限制进入 • 未开放 |         |                                   |                   |                  |      |